# بابيري
بابيري أو كما تعرف محليّاً بابيري تحتاني بلدة سوريّة تتبع إداريّاً لمحافظة حلب منطقة منبج ناحية مسكنة، بلغ تعداد سكانها 1,677 نسمة حسب التعداد السكاني لعام 2004.